# Новак Євгеній Анатолійович
Євге́ній Анато́лійович Но́вак (нар. 1 лютого 1989, Драбів, Черкаська область, СРСР) — український футболіст, центральний захисник ковалівського «Колоса».

## Життєпис
Євгеній Новак — вихованець ДЮСШ «Динамо» (Київ). Виступав за резервні команди киян. Тривалий час був основним захисником, лідером та капітаном «Динамо-2», але до першої команди так не пробився.
В кінці червня 2012 року підписав контракт з футбольним клубом «Севастополь», за який протягом 2 років відіграв 49 матчів, в яких відзначився 1 голом і став переможцем першої ліги України, а у наступному сезоні 2013/14 дебютував у складі команди в Прем'єр-лізі, але основним гравцем не був, відігравши лише 15 ігор.
У липні 2014 року, після того, як через анексію Криму зі змагань знявся «Севастополь», на правах вільного агента перейшов у «Волинь», підписавши річний контракт. Втім у і цій команді Євгеній заграти не зумів, загравши лише 7 ігор до кінця року і на початку 2015 отримав статус вільного агента.
Наприкінці серпня 2015 року уклав угоду на один рік з македонським «Вардаром» з міста Скоп'є. Поступово адаптувавшись в новому колективі і витримавши конкуренцію, став основним гравцем команди, з якою виграв золоті медалі чемпіонату Македонії 2015/16. У наступному сезоні знову завоював золоті медалі. У сезоні 2017/18 домігся разом з командою права виступати в груповому етапі Ліги Європи, обігравши в кваліфікації «Мальме» і «Фенербахче».
4 серпня 2020 року підписав контракт з клубом «Колос» (Ковалівка).

### Збірна
28 березня 2009 року Новак дебютував у молодіжній збірній України у товариському матчі проти Сербії U-21, після того як вийшов на заміну на останніх хвилинах замість Романа Зозулі. Цей матч так і залишився єдиним за збірну для гравця. Його планували знову викликати до «молодіжки» в лютому 2011 року на товариський матч проти Швейцарії U-21, але через травму він змушений був пропустити виклик.

### Тренерська кар'єра
Після завершення кар'єри у віці 34 років, отримав місце у команді Колос (Ковалівка), де наразі працює асистентом тренера. 

## Досягнення
- Чемпіон Македонії (2): 2015/16, 2016/17
- Переможець Першої ліги України: 2012/13

## Особисте життя
18 березня 2013 року був викликаний до лав Збройних сил України, проте заявив, що вступати до армії не збирається.
За інформацією північномакедонських ЗМІ Новак з 1 вересня 2020 року офіційно виконував головну умову для отримання паспорта Північної Македонії та міг би стати доступним збірній Північної Македонії для відбіркового плей-офф Євро-2020, який повинен відбутися у жовтні та листопаді 2020 року. Втім за місяць до цього Євгеній покинув країну та повернувся до України.